# 1.FCアイントラハト・バンベルク
1. FCアイントラハト・バンベルク（1. FC Eintracht Bamberg）はかつてドイツ・バイエルン州のバンベルクに本拠地としたサッカークラブである。

## 歴史
地元クラブの合併を経て、2006年に結成された。2006-07年、2007-08年のシーズンをオーバーリーガ（旧4部）の5位で終え、リーグの再編にともない新たに発足したレギオナルリーガ（新4部）に所属することになった。
2010年5月11日バンベルク郡の裁判所に破産を申請、そして解散した。

## タイトル

### 国内タイトル
なし

### 国際タイトル
なし